# Troïtsk (Moscou)
Pour les articles homonymes, voir Troïtsk.
Troïtsk (en russe : Троицк) est une ville sous la juridiction de la ville fédérale de Moscou, formant un district municipal du district administratif de Troïtsk, en Russie. Elle est située à 37 km au sud-ouest de Moscou. Sa population est de 36 103 habitants en 2008.

## Histoire

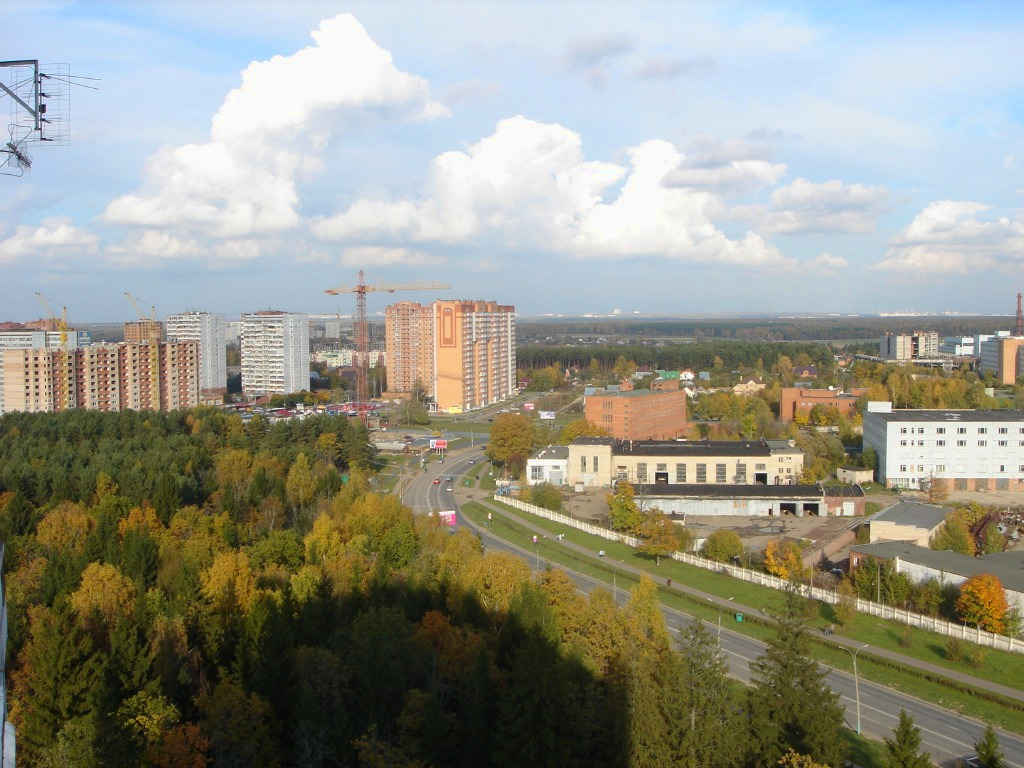
Vue de Troïtsk.

Le nord de la ville Troïtsk comprend un village, dont l'origine remonte à la fin du XVIIe siècle. L'église de la Nativité-de-la-Vierge (Bogorodskaïa tserkov) a été construite à l'initiative du prince Repnine dans les années 1674 et 1675.

Au cours de l'année 1797, un négociant de Moscou, Prokhorov, fonde une manufacture de tissu, qui se spécialise quelques années plus tard dans les uniformes militaires. Une cité ouvrière se développe. Au même endroit se trouve aujourd'hui l'usine de laine peignée de Troïtsk.

La ville s'est appelée Troïtskoïe (Троицкое) jusqu'en 1928, puis Troïtski, et enfin Troïtsk, depuis 1977.

Avant le 1er juillet 2012, Troïtsk dépendait de l'oblast de Moscou.

## Population
| 1959  | 1970   | 1979   | 1989   | 1996   | 2002   | 2008   |
| ----- | ------ | ------ | ------ | ------ | ------ | ------ |
| 5 200 | 12 700 | 22 400 | 29 300 | 30 800 | 32 653 | 36 103 |

## Jumelage
- Wächtersbach (Allemagne)[1]

## Économie
Troïtsk est le siège de nombreux centres de recherches. La centrale nucléaire de Troïtsk a fonctionné dans la ville de 1958 à 1989.
Troïtsk possède une usine textile : la société Troïtskaïa Kambolnaïa Fabrika (en russe : Троицкая камвольная фабрика, qui fabrique de la laine peignée. 

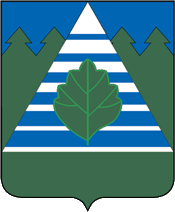
Armes du district
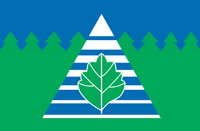
Drapeau du district